# Capital natural de México
Capital natural de México  coordinada por la Comisión Nacional para el Conocimiento y Uso de la Biodiversidad (CONABIO), es un ambicioso esfuerzo que integra la fuente más completa de información primaria, actualizada, descriptiva, analizada y sintetizada sobre el estado del conocimiento, la conservación y el uso de la diversidad biológica de México, y de los servicios ecosistémicos que brinda. Asimismo, ofrece una síntesis de datos y de información organizada sobre la biodiversidad para orientar las políticas públicas; destaca las lagunas de conocimiento actuales, los problemas ambientales de relevancia y las acciones de gestión para guiar al país hacia la sostenibilidad.
La obra Capital natural de México, que comenzó a elaborarse en 2005, consta hasta ahora de cuatro volúmenes: I. Conocimiento actual de la biodiversidad; II. Estado de conservación y tendencias de cambio; III. Políticas públicas y perspectivas de sustentabilidad; IV. Capacidades humanas e institucionales, y está planeado un quinto volumen: Escenarios futuros. Cada volumen ha tenido un grupo de compiladores a cargo del desarrollo del mismo. De los cuatro volúmenes, los tres primeros se publicaron en 2008 y 2009, incluida una Síntesis para tomadores de decisiones. Asimismo en 2009, en colaboración con el PNUD, se publicó el libro México: capacidades para la conservación y el uso sustentable. También, en 2012 se publicó el libro Capital natural de México: acciones estratégicas para su valoración, preservación y recuperación, que se basa en los resultados de la obra y adiciona prioridades, retos y acciones que deberán de tomarse en cuenta para el desarrollo económico sustentado en el desarrollo social a largo plazo. Para los tres primeros volúmenes, el número total de capítulos es de 45, y en ellos participaron 648 autores provenientes de 227 instituciones tanto académicas como gubernamentales y de organizaciones civiles de la mayor parte de las entidades de la República, y 96 revisores externos. En el volumen IV participaron 85 autores y 27 revisores provenientes de 48 instituciones.

## Antecedentes
La obra Capital natural de México surge motivada por la necesidad de realizar una segunda evaluación de la biodiversidad del país (Segundo Estudio de País, 2EP). El primer Estudio de País fue elaborada bajo la coordinación de la CONABIO y publicado en 1998, con información de fuentes bibliográficas en su mayoría anteriores a 1995. Dicho estudio fue un primer esfuerzo por dar a conocer una síntesis descriptiva de la biodiversidad de México, que permitió cumplir con los acuerdos adquiridos al firmar y ratificar el Convenio sobre la Diversidad Biológica (CDB). La información compilada entonces fue utilizada para plantear la Estrategia Nacional para la Conservación de la Biodiversidad de México (ENBM) y como base para el diseño o evaluación de algunos proyectos ambientales y para la difusión de la importancia de la diversidad biológica de México y los principales aspectos relacionados con su conservación. 
El Segundo Estudio de País se distingue en particular por la amplia participación de diversos especialistas, lo que representa un esfuerzo sin precedente para brindar información fundamentada que proporcione sólidos elementos de juicio para quienes toman decisiones, e intenta sentar las bases de una agenda ambiental de México que sea útil y atractiva para los legisladores, los funcionarios en áreas ejecutivas de diferentes niveles de gobierno, la comunidad académica, las organizaciones civiles, la industria, los medios y la sociedad civil. 
El concepto de capital natural es utilizado en la obra para hacer referencia no solo a la biodiversidad representada por especies y comunidades, sino también a los servicios que los ecosistemas proveen a la sociedad en forma de bienes tangibles y valiosos; a otros aspectos como la biodiversidad generada por la gente (los cultivos y el conocimiento nativo acerca de ellos), y a la misma diversidad cultural* como un elemento esencial para entender buena parte de las relaciones entre las sociedades y sus recursos a lo largo del tiempo. Un objetivo de la obra Capital natural de México es contribuir a inculcar en la sociedad una cultura que promueva la diversidad, que impulse una mayor apreciación del enorme valor de los servicios ambientales que proporciona la rica naturaleza de México y que aporte elementos determinantes para arraigar la decisión de conservar el patrimonio natural de México.
El estudio sobre el Capital natural de México intenta:
- Identificar opciones de conservación y manejo sustentable de la diversidad biológica de México contenida en los ecosistemas del país, con ventajas para la población, en especial la que habita o usufructúa dichos ecosistemas de los que se derivan numerosos servicios y beneficios.
- Establecer, como parte de la visión general de quienes toman decisiones, que cambiar el uso actual de un ecosistema por otro cualquiera tiene aspectos positivos (por ejemplo, la ganancia económica de un cultivo) y negativos (la pérdida y disminución de servicios ambientales como los mencionados), y que tomar una decisión que afecte un ecosistema debe ser el resultado de un conjunto de políticas multisectoriales de Estado que contemplen los efectos que se producirán en cada uno de los sectores económicos y sociales afectados.
- Ayudar a identificar las acciones locales de manejo sustentable y conservación, y articularlas con las de otros niveles (estatales, nacionales, regionales e incluso mundiales).

## Volúmenes

### I. Conocimiento actual de la biodiversidad
El primer volumen Conocimiento actual de la biodiversidad intenta hacer una evaluación de los ecosistemas, tanto terrestres como acuáticos (marinos y epicontinentales) de México; abarca también el concepto de servicios ecosistémicos en la medida que estos han podido ser considerados. Analiza, además, el estado actual de la biodiversidad desde el nivel genético hasta el de los ecosistemas, los factores que han influido en el cambio de esa biodiversidad y las tendencias de dicho cambio, las capacidades nacionales que han permitido o limitado el conocimiento, el uso racional y la conservación de la biodiversidad, así como los escenarios que podrán presentarse dadas ciertas circunstancias de políticas públicas, inversión en el sector ambiental, etc. Para su elaboración de usaron de manera extensiva las grandes bases de datos con que cuenta la CONABIO (Sistema Nacional de Información sobre Biodiversidad), y se realizaron amplias consultas a expertos nacionales y extranjeros; se llevaron a cabo análisis novedosos de la información primaria disponible, yendo mucho más allá de los análisis de fuentes secundarias que caracterizaron el primer estudio.
Este volumen está dividido en cinco partes: 
1. La perspectiva biogeográfica y ecosistémica
2. El conocimiento acerca de las especies
3. El conocimiento de la variabilidad genética
4. Diversidad cultural y domesticación de la biodiversidad, y
5. Lecciones aprendidas

Se acompaña además de una síntesis infográfica que incluye los mensajes clave del estudio.
El primer capítulo, El conocimiento biogeográfico de las especies y su regionalización natural, presenta una visión de la geografía histórica sobre la biota (la flora y la fauna terrestres) de México. El propósito es presentar una clasificación geográfica del territorio basada en los grupos de especies endémicas que se encuentran en diferentes regiones. Se habla de los países megadiversos y se mencionan las principales razones fisiográficas e históricas que explican la variedad de asociaciones vegetales y sus respectivas faunas. También se presenta un repaso de las subdivisiones biogeográficas que se han hecho en el pasado. El énfasis está puesto en los factores históricos que influyen sobre la heterogeneidad con que la flora y la fauna terrestres se distribuyen en el país. Este capítulo tiene una relación directa con el segundo, La perspectiva biogeográfica histórica, en el cual se analizan con particular detalle los procesos histórico-evolutivos que explican la compleja diversidad biológica en la llamada Zona de Transición Mexicana, donde se entrelazan las regiones Neártica y Neotropical. En este capítulo se define el concepto de patrón biogeográfico y se sintetiza el conocimiento sobre cómo las expansiones bióticas ocurridas en diferentes periodos geológicos influyeron de manera diferenciada para explicar los patrones que se observan en insectos, vertebrados terrestres y plantas vasculares. El tercer capítulo, Los ecosistemas terrestres, complementa los dos primeros al presentar subdivisiones de la geografía de México basadas en criterios fundamentalmente fisonómicoflorísticos, es decir, de las especies y formas que componen la vegetación; el énfasis de este capítulo es ecológico, más que evolutivo. En los capítulos cuarto y quinto se describen los correspondientes ecosistemas acuáticos, tanto dulceacuícolas como marinos, destacando algunos de los servicios ambientales que prestan. Finalmente, en el capítulo sexto, Diversidad de procesos funcionales en los ecosistemas, se hace una de las primeras revisiones de los grandes ciclos y procesos funcionales que están presentes en los ecosistemas de México y que son la base de servicios ambientales como la producción de oxígeno, la fijación de carbono, entre otros. 
La segunda parte se dedica a la perspectiva de estudio de la biodiversidad orientada a las especies que constituyen los ecosistemas. En el capítulo séptimo, Desarrollo y situación del conocimiento de las especies, se presentan los principales impulsos en el largo proceso por el cual se ha llegado al conocimiento de la biota de México, comenzando con algunos elementos del conocimiento registrado en tiempos prehispánicos. Se mencionan las principales expediciones, el desarrollo de las instituciones, las publicaciones y diversos aspectos sobre la actividad de los principales científicos que han construido el respetable acervo de conocimientos con el que cuenta México respecto a las especies vivas que habitan su territorio. El octavo capítulo, Situación legal de la recolecta científica, consiste en una revisión de los principales elementos de legislación que afectan la obtención de los materiales primarios para los estudios taxonómicos y genéticos en México, esto es, la recolecta con fines científicos. El capítulo pretende ofrecer una panorámica de un tema que muy pocos biólogos conocen con adecuado detalle, pero que afecta a todos aquellos que obtienen muestras de estudio en el campo. Se introduce también el tema de la propiedad del conocimiento tradicional de los pueblos indígenas. El capítulo noveno, La diversidad en el pasado, aporta una visión panorámica del conocimiento existente sobre las especies fósiles en México. Empieza con una revisión de los procesos tectónicos principales que han afectado la fisiografía y los climas del país. El énfasis está puesto en los vertebrados del Cuaternario, los moluscos del Pleistoceno, que pese a ser comparativamente bien conocidos aún requieren exploraciones muy extensas, y la paleobotánica desde el periodo Cretácico; también se mencionan algunos aspectos sobresalientes de la paleobiodiversidad marina de México. Este capítulo proporciona el marco de referencia para el décimo, Extinción de especies, donde se revisan algunas de las causas principales que han conducido a la extinción de las especies y se presenta una lista actualizada de las especies de flora y fauna que se consideran extintas o extirpadas. El capítulo undécimo, Estado del conocimiento de la biota, representa una aportación significativa al conocimiento de la diversidad biológica de México, ya que en él se reúnen, por primera vez en forma sintética, avances de una revisión exhaustiva de los taxones y las especies descritas que se encuentran en México. La riqueza de especies también se analiza por entidad federativa de la República. Estos datos de riqueza se complementan en el duodécimo capítulo, Patrones de diversidad espacial en grupos selectos de especies, donde se presenta por vez primera un análisis comparativo de la riqueza de especies y del componente β de la diversidad de los vertebrados terrestres de México. Este capítulo representa un antecedente para el tema Identificación de prioridades y análisis de vacíos y omisiones para la conservación de la biodiversidad de México, que es abordado en el segundo volumen de la obra. Finalmente, esta parte concluye con un capítulo que vincula la visión a nivel de especies con el punto de vista ecosistémico, Grupos funcionales, en el que se revisa la diversidad biológica del país a nivel específico, pero desde una perspectiva funcional.
La tercera parte trata del conocimiento de la variabilidad desde una perspectiva genética. Comienza con un capítulo sobre La variabilidad genética de las especies: aspectos conceptuales y sus aplicaciones y perspectivas en México, donde se revisan las principales escuelas y variantes de estudios genéticos del país. El capítulo decimoquinto, La diversidad genética como instrumento para la conservación y el aprovechamiento de la biodiversidad: estudios en especies mexicanas, contiene una revisión completa del conocimiento en México sobre la variabilidad genética de las especies que habitan el territorio nacional, para grupos de organismos de todos los reinos y estimada con diferentes metodologías, y comenta los resultados desde una perspectiva conservacionista.
En la cuarta parte se incluyen capítulos relacionados con la utilización de la biodiversidad por grupos tradicionales y la domesticación de especies. El capítulo decimosexto, La diversidad lingüística y el conocimiento etnobiológico, es una síntesis de las principales lenguas indígenas que se hablan en México, incluyendo los trabajos conocidos publicados en cada lengua sobre etnobotánica y etnoecología. En el capítulo decimoséptimo, Marco legal para el conocimiento tradicional sobre la biodiversidad, se aborda brevemente la compleja problemática legal asociada con la protección del conocimiento tradicional, área en la que en país México (y en la mayor parte del mundo) subsisten aún enormes vacíos legales. El capítulo decimoctavo, Biodiversidad humanizada, contiene una revisión de los procesos de domesticación principales que se han llevado a cabo en especies del territorio mexicano.
Finalmente, la quinta parte contiene un solo capítulo en el que, como conclusión general del volumen, se exponen los principales avances, obstáculos, vacíos y problemas en torno al conocimiento actual de la biodiversidad de México, a manera de Lecciones aprendidas, y se resalta la necesidad de incrementar la participación ciudadana y de interpretar y aprovechar el enorme acervo del conocimiento tradicional de México.

### II. Estado de conservación y tendencias de cambio
El volumen II Estado de conservación y tendencias de cambio es un puente que enlaza el Primer Estudio de País publicado en 1998 y el primer volumen del Segundo Estudio de País, por medio del análisis y la síntesis del conocimiento sobre las tendencias de cambio y el estado de conservación del capital natural de México, las principales causas que lo transforman, así como una evaluación de las acciones de conservación y los retos que en la materia enfrenta el país. Este volumen tiene tres secciones que dan un marco de referencia organizativo: 
1. La primera analiza las tendencias de cambio y el estado de la biodiversidad, los ecosistemas y los servicios ecosistémicos
2. La segunda versa sobre el análisis de las acciones de conservación de la biodiversidad, y
3. La tercera presenta los retos y perspectivas de conservación y manejo sustentable de los recursos biológicos del país.

El capítulo 1 describe los factores sociales, económicos y políticos (los llamados factores indirectos) que conducen a los factores de impacto directo sobre los ecosistemas, incluyendo cambios en la cobertura y uso del suelo, sobreexplotación de organismos, introducción de especies exóticas invasoras, cambio climático y adición de contaminantes en el ambiente. Este capítulo se complementa con el siguiente, que analiza el estado de los ecosistemas terrestres. Estos dos capítulos abren paso al capítulo 3, que analiza las perturbaciones naturales que han formado parte integral de la dinámica de los ecosistemas y describe cómo los cambios de uso de suelo y el cambio climático están modificando los regímenes naturales de perturbación en México, convirtiéndolos en desastres. Como complemento a estos análisis del impacto antropogénico sobre los ecosistemas, el capítulo 4 ilustra la gama de servicios ambientales que los ecosistemas aportan a la sociedad, así como la pérdida de los mismos por la modificación de los ecosistemas para la producción agropecuaria, industrial o con fines de urbanización. El capítulo 5 analiza las amenazas directas a las poblaciones de flora y fauna silvestres por la extracción de plantas y animales para consumo humano y comercialización, y muestra que la sobreexplotación representa, después de la destrucción del hábitat, el factor de mayor impacto negativo sobre la biodiversidad silvestre. En complemento, el capítulo 6 examina la afectación a la flora y fauna nativas por especies invasoras. El capítulo 7 revisa el tema de la bioseguridad y los organismos genéticamente modificados como posible factor de impacto sobre la biodiversidad. El capítulo 8 se dedica a la diversidad y conservación de los recursos biológicos para la alimentación y la agricultura, y centra el análisis en cinco grupos de plantas cruciales en México: maíz, frijol, aguacate, nopales y agaves. Ante los retos que plantean las actividades humanas, las áreas protegidas (AP) son el instrumento más consolidado del país para la conservación de la biodiversidad y los servicios ambientales, como se reseña en el capítulo 9. Una extensión lógica del análisis de AP es definir las regiones prioritarias por atender y hacer la planeación necesaria para la conservación a largo plazo. Esta tarea se ha iniciado y coordinado por la Conabio (capítulo 10), en colaboración con otras dependencias gubernamentales, el sector académico y organizaciones civiles; los productos de este trabajo se han convertido en un instrumento para orientar y optimizar los esfuerzos de estudio, recolecta e investigación, haciendo más eficiente la canalización de recursos económicos públicos y privados, y representa una base importante para la coordinación de esfuerzos de conservación en el país. Un desafío de conservación que implica coordinación en varios niveles de escala espacial se hace también evidente en el caso de las especies migratorias y transfronterizas (analizado en el capítulo 11), debido a que requiere esfuerzos coordinados entre estados y con otros países para protegerlas, así como a los hábitats y corredores que utilizan en sus rutas migratorias. A escala nacional, la conservación de estas especies depende de una estrecha coordinación intersectorial y de la participación de pobladores locales. Un enfoque contrastante con los anteriores es el de la conservación de especies en peligro de extinción, su estudio y reproducción ex situ y, finalmente, su reintroducción en los ambientes originales (capítulo 12). El tema de la conservación fuera de las áreas protegidas es recurrente y en México empieza a desarrollarse o por lo menos a evaluarse más sistemáticamente. El capítulo 13 describe la amplia gama de estrategias de conservación que se han considerado, fuera del entorno de las AP, así como los motivos subyacentes que pueden incentivarlas. Se hace hincapié en que la conservación fuera de las AP puede disminuir la presión sobre ellas, promover la conectividad y mitigar los efectos adversos del cambio climático. Complementario a este, el capítulo 14 desarrolla un ejercicio nuevo para definir las zonas críticas y de alto riesgo para la biodiversidad de México, analizando la diversidad biológica, la unicidad y el grado de amenaza local a las especies de diferentes grupos de animales. En general, estos y otros capítulos del volumen hacen patente un tema recurrente en el análisis de la conservación del capital natural de México: la importancia de la conservación fuera de las AP, promoviendo y asegurando que los pobladores locales obtengan ingresos económicos derivados del uso sustentable de sus recursos, haciendo compatible la protección al capital natural y la atención a la marginación socioeconómica de esas comunidades. 
El capítulo 15, el primero de la tercera parte Retos y perspectivas de conservación en México, examina la conservación de la biodiversidad en los territorios de los pueblos indígenas (TI). Se destaca la riqueza en servicios ambientales y en biodiversidad que albergan los TI, así como las prácticas que esos pueblos han desarrollado para conservarla, y los servicios ecológicos que incluyen, especialmente la captura de agua de lluvia.  El análisis de la biodiversidad y los servicios ambientales en terrenos no protegidos tiene relación con el análisis de los vacíos de conservación en México (capítulo 16). El capítulo 17 aborda el reto de la conservación de la biodiversidad en zonas urbanas y periurbanas. Como trasfondo a los capítulos de la tercera parte, el capítulo 18 revisa cómo la sociedad mexicana entiende su relación con los sistemas naturales y los problemas relacionados con la conservación de la biodiversidad; los esfuerzos educativos realizados para promover la toma de conciencia en torno a los problemas ambientales; y los resultados obtenidos de la participación de la sociedad en la transformación de las relaciones sociedad-naturaleza para lograr la construcción de sociedades sustentables.

### III. Políticas públicas y perspectivas de sustentabilidad
El volumen III de Capital natural de México abarca las diferentes concepciones y enfoques en el uso de la biodiversidad; las tendencias de uso y sus impactos en el medio ambiente; las principales políticas implementadas; y los nuevos procesos de los últimos tres lustros que nos acercan a una trayectoria de sustentabilidad en el uso del capital natural del país. 
Está conformado por cuatro partes: 
1. Concepciones acerca del uso y la conservación de la biodiversidad y sus servicios ambientales
2. Las tendencias en el uso de la biodiversidad: de los procesos crónicos de deterioro a la sustentabilidad
3. Evolución y perspectivas de las políticas ambientales y sus instrumentos, y
4. Lecciones aprendidas.

Cada capítulo está planteado en su comienzo con tesis o ideas principales que se desarrollan de manera independiente, pero que en conjunto abarcan el tema que trata el capítulo. Esta forma de presentar los capítulos tiene el propósito de simplificar la lectura, planteando desde la formulación de la tesis las ideas centrales que se desarrollan a continuación de cada una. 
En la primera parte, el capítulo 1, Evolución de enfoques y tendencias en torno a la conservación y el uso de la biodiversidad, ofrece un panorama general, que no pretende ser exhaustivo, de los principales procesos que ocurrieron durante el siglo XX vinculados a la conservación y el uso de la biodiversidad, y en el capítulo 2, El papel de las ciudades en los procesos causales que determinan el uso y la conservación de la biodiversidad, se analizan las vinculaciones de estos procesos con las tendencias demográficas, los patrones y niveles de consumo, y la tecnología y la gobernabilidad, subrayando las relaciones urbano-rurales para entender las presiones sobre el uso de los recursos naturales y los servicios ambientales.
En la segunda parte, el capítulo 3, Consecuencias de las políticas públicas en el uso de los ecosistemas y la biodiversidad, se analiza cómo cada una de las principales actividades productivas primarias —agrícola, ganadera, forestal y pesquera— se llevaron a cabo durante el siglo XX sin considerar los impactos ambientales, ocasionando un severo deterioro en los ecosistemas y, asimismo, analiza las opciones productivas que se han puesto en práctica en los últimos tres lustros para revertir estas tendencias de deterioro. En el capítulo 4, Evolución de las políticas públicas de restauración ambiental, se hace un detallado recuento histórico de la restauración ambiental, subrayando el sesgo permanente en la reforestación, en menor medida en la conservación de suelo, y el rezago en la restauración de los ecosistemas acuáticos; se destaca además la falta de una política pública sólida sobre este tema.
En la tercera parte, el capítulo 5, Instrumentos territoriales y económicos favorables a la conservación y el uso sustentable de la biodiversidad, resalta la importancia de la planeación del uso del territorio para prevenir el deterioro y aprovechar el potencial que ofrece el capital natural, así como las ventajas que brindan los instrumentos económicos para coincidir con los objetivos de la sustentabilidad en el uso de la biodiversidad. El capítulo 6, Una década de transformaciones en el régimen jurídico del uso de la biodiversidad, aborda los aspectos normativos, con sus avances y limitantes, que dan el soporte legal del uso de la biodiversidad. 
El volumen cierra en la cuarta parte con el capítulo 7, Retos y riesgos en el uso de la biodiversidad, que consiste en un conjunto de reflexiones, las cuales, sin ser exhaustivas, resaltan los errores, las nuevas rutas que apuntan hacia la sustentabilidad en el uso de la biodiversidad, los obstáculos y los riesgos de los retrocesos potenciales, así como los principales componentes de un cambio. No pretende ser una agenda de política de uso de la biodiversidad, sino una aportación para transitar hacia la planeación de soluciones.

### IV. Capacidades humanas e institucionales
El volumen IV de Capital natural de México evalúa cuáles han sido las bases institucionales, jurídicas y de capital humano así como los niveles de apoyo financiero público y privado, entre otros elementos que han facilitado —o han creado obstáculos para— llegar al estado actual de conocimiento, evaluación, manejo y conservación del capital natural del país, a la vez que apuntar las principales necesidades para reforzar los esfuerzos de conservación y manejo sustentable de los ecosistemas. En el volumen participaron 85 autores, coautores y autores de recuadro, así como 27 revisores externos provenientes de 48 instituciones. A lo largo de 11 capítulos se identifican los principales retos y perspectivas en materia de desarrollo de capacidades que enfrentan los numerosos actores desde sus ámbitos de acción para fortalecer el manejo sustentable de los recursos biológicos del país.
El volumen está organizado en cuatro partes. En la primera, Actores e instituciones clave, se destaca el papel que han tenido instituciones de varios sectores del gobierno y de la sociedad civil en la gestión ambiental; en la segunda, Avances, obstáculos y oportunidades, se detalla el contexto jurídico normativo y se destacan desarrollos informáticos, esfuerzos en materia de financiamiento, logros y limitantes de los principales instrumentos de conservación, así como el papel que pueden desempeñar los compromisos internacionales para impulsar las agendas nacionales. La tercera parte, Retos para consolidar las capacidades de conocimiento para la gestión, identifica lagunas de conocimiento y modelos para acercar los resultados de la ciencia a la toma de decisiones, destacando la formación de capital humano. Para concluir, en la cuarta sección, Lecciones aprendidas, se hace una reflexión sobre los avances, las necesidades urgentes y los principales retos de cara al futuro.
El capítulo 1, Creación y consolidación de capacidades institucionales para la gestión ambiental, se enfoca en los procesos por los que ha pasado la creación de capacidades institucionales en el ámbito federal y ofrece una visión general sobre los factores, tanto locales como globales, que detonaron la evolución de paradigmas de desarrollo y los cambios institucionales en torno a la conservación y uso de la biodiversidad; además destaca los cambios deseables a futuro en materia de gobernabilidad ambiental. En el capítulo 2, El papel de las instituciones estatales y municipales en la conservación de la biodiversidad, se evalúan las capacidades con las que cuentan los estados y los municipios del país para atender diferentes temas relacionados con la gestión, la conservación y el uso sustentable de la biodiversidad. Lo anterior se logró mediante la revisión de los principales instrumentos de planeación de las entidades federativas y del marco normativo federal, estatal y municipal. El capítulo 3, Las empresas, las organizaciones de la sociedad civil y las organizaciones sociales, hace un recuento histórico de la participación de empresas y líderes empresariales en diversas acciones en favor del medio ambiente, entre las que destacan la creación de fondos de conservación y la puesta en marcha de auditorías ambientales, entre otros. 
El desarrollo de capacidades institucionales se sustenta sobre las bases del marco jurídico; en el capítulo 4, Evolución del marco jurídico para el desarrollo, la conservación y el aprovechamiento sustentable del capital natural, se evalúa si la suma del conjunto de políticas en las que individuos y organizaciones operan e interactúan con su entorno han resultado en el logro de objetivos específicos en el manejo y uso sustentable del capital natural en las últimas dos décadas. Asimismo el capítulo identifica aquellos conceptos, instrumentos y herramientas que tendrían que formularse y aplicarse para tener un marco legal más efectivo. El capítulo 5, La informática de la biodiversidad: una herramienta para la toma de decisiones, destaca los retos conceptuales y la búsqueda de soluciones que han permitido desarrollar sistemas de información de vanguardia para brindar datos sobre los diversos niveles de organización biológica y sistemas de monitoreo de ecosistemas terrestres y marinos. El capítulo 6, Esfuerzos en materia de financiamiento para la conservación de los ecosistemas y su biodiversidad, ofrece una visión general de los mecanismos y modalidades de recaudación de fondos y financiamiento existentes para la conservación de la biodiversidad, y del presupuesto gubernamental destinado al sector del medio ambiente. Asimismo, destaca la importancia de los estudios y sistematización de información sobre financiamiento para la conservación de los ecosistemas y su biodiversidad, y los grandes vacíos de conocimiento en esta materia. El capítulo 7, Cooperación internacional en materia de biodiversidad, relata el origen y los objetivos de los principales compromisos internacionales en los que México participa, y señala las oportunidades y retos que enfrenta mediante la revisión de la actividad y el cumplimiento de cada uno de ellos; el capítulo hace énfasis en el liderazgo que ha tenido el país y las capacidades alcanzadas a partir de pertenecer y dar seguimiento a los programas de trabajo que derivan de ellos. El capítulo 8, Instrumentos de conservación in situ en México: logros y retos, sintetiza, analiza y resalta los aportes y limitantes más importantes en la implementación de algunos de los instrumentos para la conservación in situ de mayor relevancia en el país. A partir del análisis de las capacidades se reflexiona sobre los elementos que deben ser considerados para mejorar la gestión de la biodiversidad, lo que implica no sólo reconocer los muchos aciertos, sino también las barreras que se enfrentan desde diversos ámbitos, así como detectar las necesidades más apremiantes a futuro. 
Debido al enorme reto y la creciente necesidad de utilizar el mejor conocimiento disponible para la toma de decisiones, en el capítulo 9, Necesidades y prioridades de conocimiento científico para fortalecer la toma de decisiones, se identifican las necesidades de conocimiento estratégico para fortalecer la toma de decisiones respecto a la conservación y el manejo sustentable de la biodiversidad. El capítulo concluye con recomendaciones para facilitar la utilización de la información científica en la gestión pública. En el capítulo 10, La formación de recursos humanos vinculada al manejo de la biodiversidad: aciertos y limitaciones, se discute el surgimiento de instituciones académicas y gubernamentales que han contribuido de forma sustancial en la formación de recursos humanos y en el entendimiento de la problemática ambiental, así como su influencia en el desarrollo de la política ambiental de México. Además ofrece recomendaciones para la formación de futuras generaciones de profesionistas que permitan encarar los retos del desarrollo sustentable. El volumen concluye con el capítulo 11, Desarrollo de capacidades para conocer, conservar y usar sustentablemente el capital natural: reflexiones y retos a futuro, que consiste no sólo en un recuento de los logros, sino en un conjunto de reflexiones sobre los principales retos que enfrenta el país.

## Síntesis
Este documento representa un esfuerzo para destacar los aspectos medulares de los tres primeros volúmenes de la obra Capital natural de México, la cual brinda un panorama para identificar las prioridades de atención para el futuro, nuevas áreas de investigación y opciones de conservación y manejo sustentable de la diversidad biológica de nuestro país.
Como el resto de la obra, esta síntesis no es prescriptiva; ofrece un importante sustento de información que, dentro de un marco conceptual, pueden adoptar diferentes órdenes de gobierno como ayuda para definir políticas públicas con un adecuado balance entre los dos ejes clave para progresar hacia la sustentabilidad: el bienestar social para los mexicanos y las mejores prácticas de manejo y conservación del patrimonio natural de México.
El marco conceptual utilizado se basó en parte en la Evaluación del milenio de los ecosistemas, pero ha sido adaptado a las circunstancias y características de México. Este enfoque destaca la importancia que tienen los ecosistemas para brindar bienes y servicios de los cuales depende la humanidad para subsistir, y permite tener una línea de base respecto a su estado de conservación y una clara descripción de las principales amenazas que enfrentan los ecosistemas mexicanos en el presente, la forma en que los retos que se originan de lo anterior se resolvieron en el pasado y las tareas que se tienen por delante para conservar el capital natural de México.

## Acciones estratégicas para su valoración, preservación y recuperación
Este documento está basado en los resultados de la segunda evaluación de los recursos naturales de México, publicada en los primeros tres volúmenes de la obra Capital natural de México. Acciones estratégicas para su valoración, preservación y recuperación contiene una síntesis de algunos de los hallazgos de tal estudio, pero adiciona las prioridades, los retos y las acciones que habrán de tomarse en cada uno de sus apartados. Dichas acciones se diferencian de las aplicadas en otras experiencias de desarrollo económico para sustentar en el largo plazo un desarrollo del bienestar social, en especial el de la población que habita o usufructúa los ecosistemas de los que derivamos numerosos bienes y servicios ambientales y que son el soporte del desarrollo social, económico y humano de la población. 
Asimismo, este documento intenta ser un instrumento de apoyo al desarrollo de políticas públicas en México que atiendan de mejor manera las necesidades del país en lo que se refiere a la preservación, la valoración, la recuperación y el uso sustentable de su capital natural, como parte del esfuerzo para conducir a México hacia un desarrollo social más humanista y ambientalmente sustentable. En el documento "Acciones estratégicas para su valoración, preservación y recuperación" se aportan propuestas concretas de acciones prioritarias a considerar en la gestión de la biodiversidad, que están basadas en gran medida en la información contenida en la obra Capital natural de México. Estas propuestas están organizadas en dos partes:
1. En la primera se formulan seis ejes para guiar las acciones estratégicas
2. En la segunda se brinda una descripción más detallada de cómo podrían resolverse los retos para cada eje con base en los principales antecedentes, las necesidades críticas y los resultados más importantes por alcanzar con ejemplos de las acciones que deben realizarse.